# Bellbank
Bellbank var en civil parish 1866–1934 när det uppgick i Stapleton, i grevskapet Cumbria i England. Civil parish var belägen 21 km från Carlisle och hade 62 invånare år 1931.